# Luis Arce
Luis Alberto Arce Catacora (sinh ngày 28 tháng 9 năm 1963) là một chính trị gia người Bolivia từng hai lần đảm nhiệm chức vụ Bộ trưởng Bộ Kinh tế và Tài chính Công từ năm 2006 đến 2017 và năm 2019 dưới thời Tổng thống Evo Morales. Ông là Tổng thống đắc cử của Bolivia sau chiến thắng trong tổng tuyển cử Bolivia 2020.

## Tiểu sử
Luis Arce sinh ngày 28 tháng 9 năm 1963 tại La Paz. Ông là con trai của Carlos Arce Gonzales và Olga Catacora, cả hai đều là giáo viên. Arce lớn lên trong một gia đình trung lưu, bắt đầu đi học vào năm 1968 và tốt nghiệp trung học ở quê nhà vào năm 1980. Anh theo học tại Học viện Giáo dục Ngân hàng ở La Paz, ban đầu tốt nghiệp ngành kế toán vào năm 1984. Năm 1991, anh nhận bằng cử nhân về kinh tế tại Đại học San Andrés trước khi hoàn thành chương trình học ở nước ngoài tại Đại học Warwick tại Coventry, Vương quốc Anh, nơi anh tốt nghiệp năm 1997 với bằng thạc sĩ kinh tế. Ông cũng có bằng tiến sĩ danh dự từ Universidad de los Andes và Universidad Franz Tamayo.

## Sự nghiệp
Arce trải qua nhiều năm làm công chức bắt đầu từ năm 1987 tại Ngân hàng Trung ương Bolivia. Từ năm 1992 đến 2005, Arce làm việc trong Ban Quản lý Hoạt động Quốc tế của Ngân hàng Trung ương Bolivia với vị trí Phó Giám đốc Dự trữ. Trong khoảng thời gian từ 1994 đến 1995, ông được thăng chứ trưởng phòng Thông tin và Xuất bản, thuộc Tiểu ban Nghiên cứu và Phân tích, thuộc Quản lý Nghiên cứu Kinh tế của Ngân hàng Trung ương Bolivia.
Ông cũng bắt đầu làm việc trong lĩnh vực học thuật-đại học với tư cách là giáo sư đại học và sau đại học tại các trường đại học công lập và đại học tư nhân khác nhau ở Bolivia. Ông cũng đã có nhiều bài giảng tại các trường đại học khác nhau ở Châu Âu, Bắc Mỹ và Châu Mỹ Latinh bao gồm Đại học Columbia ở New York, Đại học Buenos Aires và Đại học Harvard.